# 陈琳瑚
陈琳瑚（1918年—1980年12月7日），原名丛宏滋，又名陈放，山东省文登县宋村镇下徐村人。中國教育界官僚。

## 生平
陈琳瑚來自土地主家庭。1934年在掖縣中學讀書時就嚮往蘇區和中國工農紅軍。1935年，陈琳瑚前往北平弘达二院读高中，曾参加一二九运动。1936年6月，加入中华民族解放先锋队。10月,加入中国共产党，並前往西安参加东北军学兵队。1937年7月，回烟台发动学生运动。11月，奔赴延安进抗日军政大学学习，任中共党支部书记。1938年8月，陈琳瑚被分配到中共中央组织部任陈云部长的秘书。1939年春，历任山东省群委副书记、青委副书记、青救会会长。1942年2月，任清河区、渤海區区委委员、宣传部部长。1949年2月隨中國人民解放軍南下，历任华东人民革命大学教务处长，上海市委宣传部副部长，上海市教育局局长（1954-1964）、党委书记，上海市政府文教办公室主任。文化大革命期間被关押6年多。粉碎四人帮后，平反恢复名誉，任上海市人民政府教育卫生办公室顾問。1980年12月7日病逝。